# Głowa rodziny
Głowa rodziny (ang. Family Guy) – amerykański serial animowany stworzony w 1999 roku przez Setha MacFarlane’a i emitowany w telewizji FOX. Przedstawia on losy rodziny Griffinów, mieszkającej w fikcyjnym mieście Quahog, w stanie Rhode Island. Humor serialu oparty jest w dużej mierze na zaskakujących, często nonsensownych retrospekcjach, które przerywają właściwą akcję. Nawiązują one przeważnie do popkultury i różnych wydarzeń historycznych.
W Polsce serial był emitowany w stacjach TV4 (pod tytułem Głowa rodziny), Comedy Central Polska oraz na kanale Fox Polska w wersji HD i SD, z napisami (od 6 listopada 2010). Od 16 stycznia 2015 roku nadawany jest na kanale Fox Comedy.
Dnia 23 września 2020 roku stacja Fox ogłosiła przedłużenie serialu na 20. i 21 sezon.

## Fabuła
Serial opiera się na przygodach Petera Griffina, nieco ociężałego, lecz pełnego dobrych chęci pracownika fabryki zabawek, z której ostatecznie zostaje zwolniony z powodu śmierci szefa fabryki (potem pracuje jako rybak, a następnie zaczyna pracę w lokalnym browarze).
Peter jest Amerykaninem irlandzkiego pochodzenia, a także katolikiem. Jego żona Lois, matka opiekująca się domem i nauczycielką muzyki, pochodzi z bogatej i wpływowej rodziny Pewterschmidtów. Lois jest protestantką (w 8 sezonie okazuje się, że jest ona żydowskiego pochodzenia), przez co jest znienawidzona przez przybranego ojca Petera – zagorzałego katolika. Peter i Lois mają troje dzieci: córkę Meg, która wciąż jest obiektem żartów z powodu braku urody; nastoletniego syna Chrisa, w wielu aspektach młodszą wersję ojca; oraz diabolicznie złe niemowlę Stewiego, który wciąż planuje, jak przejąć władzę nad światem oraz zabić Lois; jego zabawka to pluszowy miś – homoseksualista Rupert. Rodzina żyje także wraz z inteligentnym, mówiącym psem – alkoholikiem Brianem, który pała niespełnionym uczuciem do Lois. Mimo że Brian został uczłowieczony przez twórców serialu (chodzi na dwóch nogach, pije martini, posiada samochód oraz prowadzi normalne rozmowy z Griffinami), rodzina traktuje go jak domowe zwierzę. Niejednokrotnie Brian wykazuje zachowania typowe dla psa (np. pocieranie pośladkami o dywan, bieganie za rzuconą piłką, strach przed odkurzaczem czy spanie w nogach swych właścicieli).
Innymi postaciami są interesujący sąsiedzi Griffinów ze Spooner Street – poruszający się na wózku inwalidzkim, wielokrotnie odznaczony i wciąż czynny zawodowo policjant Joe Swanson, jego żona Bonnie, która po siedmiu latach ciąży rodzi córeczkę, Susie (sezon 7, odcinek 7); seksoholik i podrywacz Glenn Quagmire, który na co dzień pracuje jako pilot linii lotniczych. Jest jednym z najlepszych przyjaciół Petera Griffina. Głosu użycza mu główny twórca Głowy Rodziny, Seth MacFarlane; właściciel sklepu Cleveland Brown wraz z żoną Lorettą (z którą się rozwiódł po tym jak zdradziła go z Glennem) i nadpobudliwym synem Clevelandem Juniorem; prezenterzy telewizyjni Tom Tucker i Diane Simmons oraz azjatycka reporterka Tricia Takanawa; burmistrz Adam West, któremu głosu użycza aktor Adam West, gwiazda serialu o Batmanie, lecz przedstawiony tu jest jako paranoik.
W Family Guy są także postacie, które pojawiają się co jakiś czas w specyficznych dla siebie sytuacjach lub powtarzając ten sam żart. Przykładem są Zła Małpa w szafie Chrisa; Herbert, staruszek hebefil, który lubi patrzeć na Chrisa; Wysmarowany Głuchy Facet; Ollie Williams, prezenter pogody, krzyczący wszystko to, co mówi, Wielki Kurczak, przeciwnik Petera – walki z nim są parodią filmów akcji z Hollywood, oraz syn Toma Tuckera z twarzą do góry nogami. Kilkukrotnie pojawia się też wyluzowane wcielenie śmierci, a także Jezusa i Boga.